# 外務省
外務省（がいむしょう、英語: Ministry of Foreign Affairs、略称: MOFA）は、日本の行政機関のひとつ。日本の外交を所管する。

## 概説
外務省設置法第3条に掲げられた目標を達成するため、外交政策、外交使節、通商航海、条約等の国際法規の締結、運用、外国政府との交渉、情報収集、分析、発信、在留邦人の保護および文化広報活動など国の対外関係事務全般を司る。
外務省の刊行物には、外務省発行の外交専門誌「外交」がある。

### 所掌事務
外務省設置法第4条は、計29項目の所掌する事務を列記している。
主なものに以下がある。
- 外交政策（外務省設置法第4条第1項第１号）
- 外国政府との交渉（第2号）
- 国際連合その他の国際機関等（第3号）
- 条約締結（第4号）
- 国際法規の解釈及び実施（第5号）
- 渉外法律事項（第6号）
- 国際情勢の情報収集及び分析並びに外国及び国際機関等に関する調査（第7号）
- 日本国民の海外における法律上又は経済上の利益その他の利益の保護及び増進（第8号）
- 海外における邦人の生命及び身体の保護その他の安全（第9号）
- 海外における邦人の身分関係事項（第10号、第11号）
- 旅券（いわゆるパスポート）の発給並びに海外渡航及び海外移住（第12号）
- 査証（いわゆるビザ）（第13号）
- 本邦に在留する外国人の待遇（第14号）
- 海外事情についての国内広報（第15号）
- 日本事情についての海外広報（同号）
- 外国における日本文化の紹介（第16号）
- 外交文書の発受（第17号）
- 外交官及び領事官の派遣（第18号）
- 外交官及び領事官の接受並びに国際機関の要員の受入れ（第19号）
- 勲章・記章・日本の栄典の国際的なあっせん（第20号）
- 儀典その他の外交上の儀礼（第21号）
- 外交史料の編さん（第22号）
- 外地整理事務（第23号）
- 政府開発援助（第24～26号）

海外滞在中の日本人が犯罪行為により、その国家の刑務所に収監されたり、死刑判決が下される場合、外務省（在外公館の職員）は、邦人保護の一環として面会などの対応をとる。

## 沿革

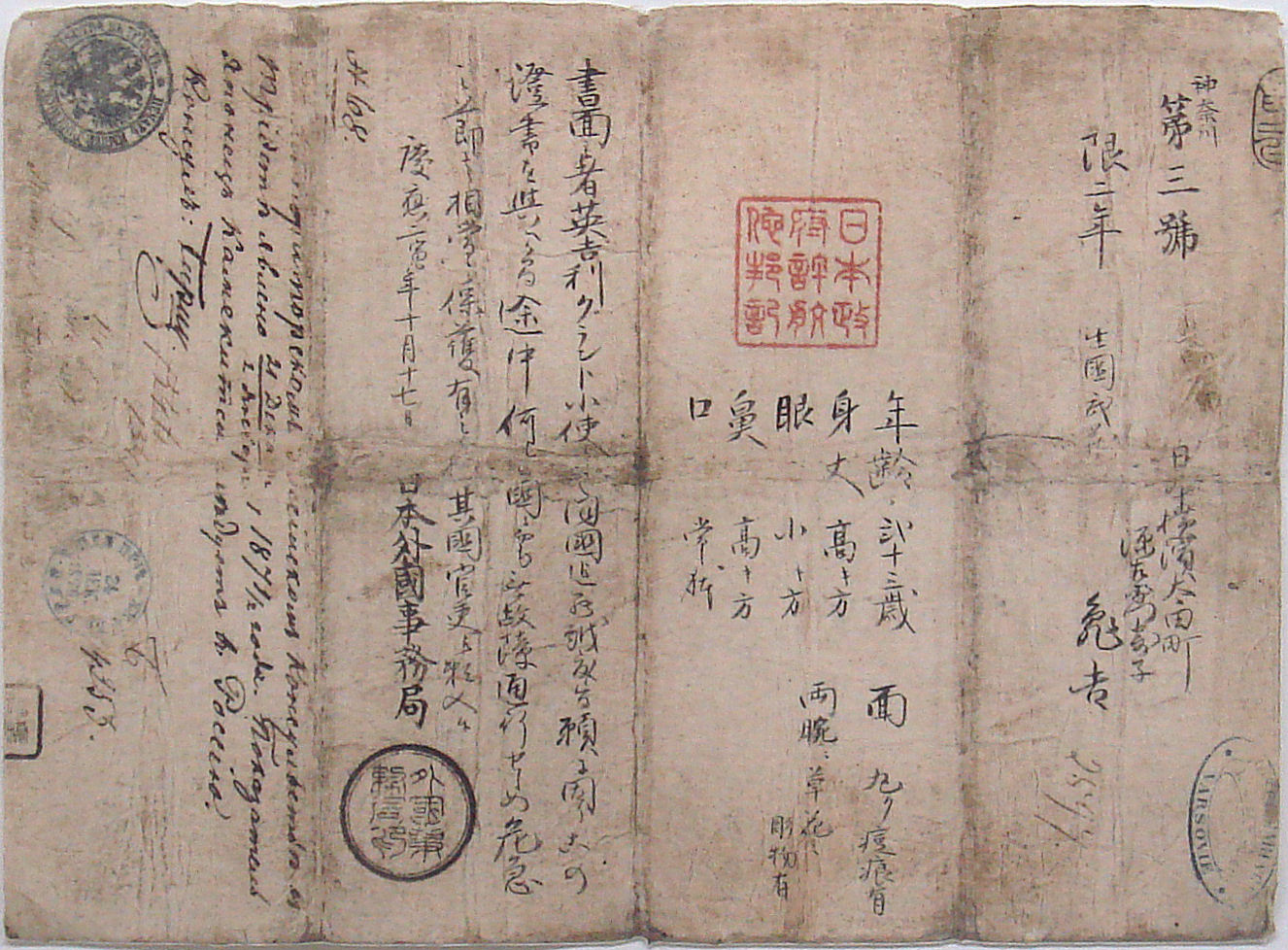
日本が慶応2年（1866年）に初めて発給した18枚の旅券のうちの1枚（第3号）。発給元として「日本外國事務局」の記述がある。

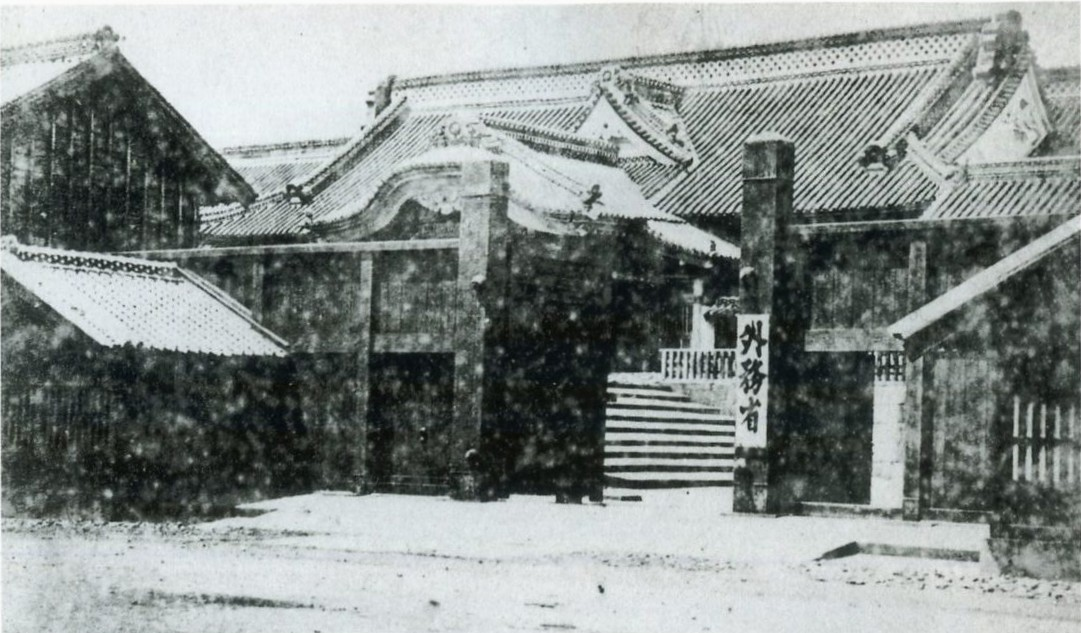
旧黒田邸時代の外務省

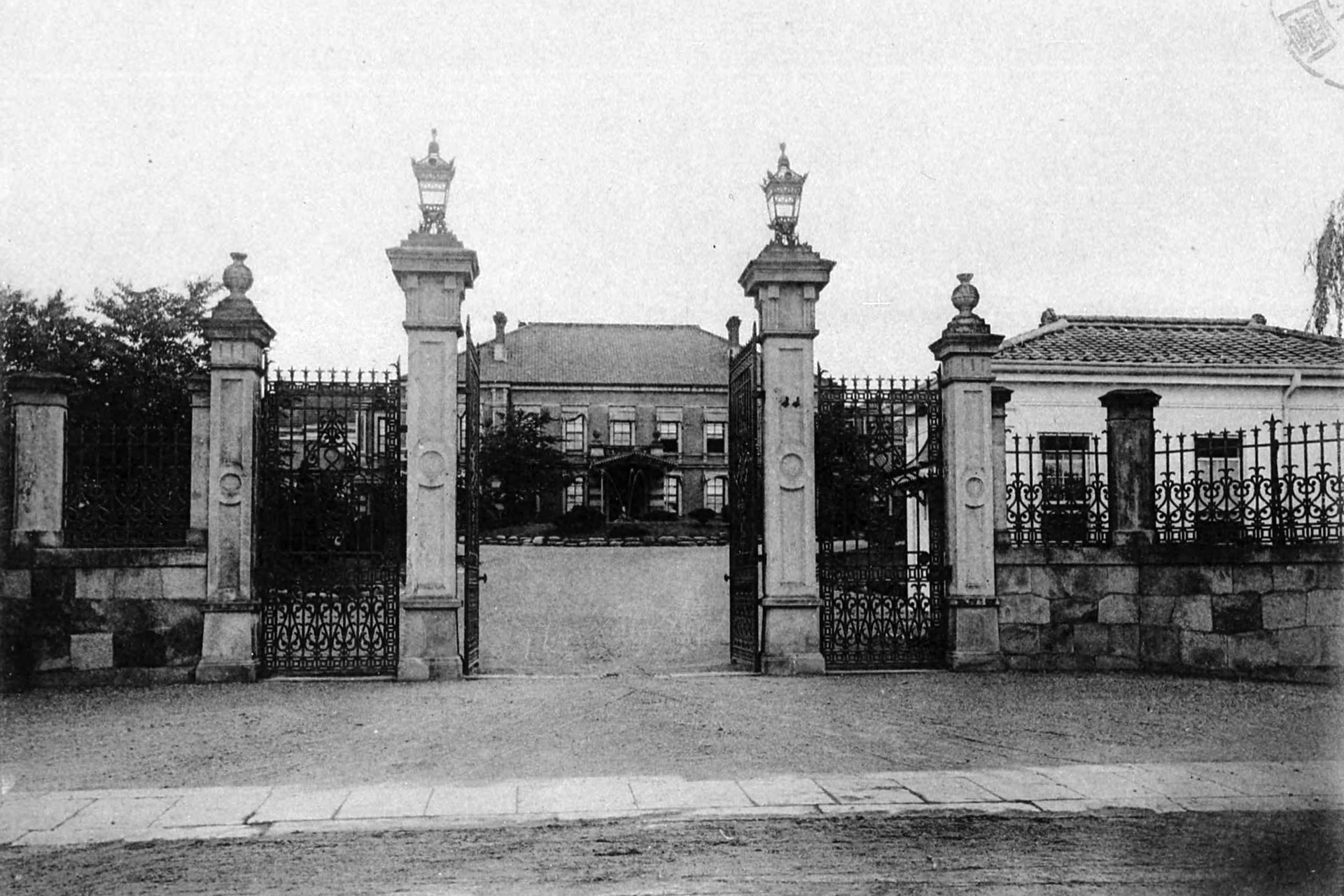
1893年頃の外務省

### 外務省前史
明治新政府が成立すると、現在の外務省の前身となる外交機構が設置され、幾度かの改組を経て明治2年7月8日に「外務省」という名の組織が設置されることとなった。

#### 外国事務取調掛
慶応3年12月9日に王政復古の大号令が発せられ、明治新政府が設立される。
慶応4年1月9日、征討大将軍として大阪に出陣していた議定・仁和寺宮二品嘉彰親王が外国事務総裁の宣下を受け、議定・三条実美、参与・東久世通禧らが外国事務取調掛を拝命した。これが、外交事務専管の官員任命の嚆矢である。

#### 外国事務課
慶応4年1月17日、布告第36号によって「三職分課」が公布され、外国事務課が設置された。外国事務総督には山階二品晃親王のほか、三条や東久世らが任じられ、後藤象二郎、岩下方平らが外国事務掛に任じられた。

#### 外国事務局
慶応4年2月3日、政府が官制の変更を行い、太政官代の中に７つの事務局を設置し、事務局の一つとして外国事務局が置かれた。各事務局には、局務を統べる督が置かれ、その補佐をする輔、権輔、さらにその下に数名の判事が置かれた。外国事務局の督には議定・山階二品晃親王（山階宮）が任じられ、輔には議定・伊達宗城（宇和島少将）、権輔には参与・東久世通禧（東久世全少将）、議定・鍋島直大（肥前侍従）が任じられた。

#### 外国官
慶応4年閏4月21日、政府は「政体書」を頒布し、政体書七官官制が定められた。この官制の下では、政府は太政官と称され、この中に中央官庁として７つの官が置かれた。その一つが外務省の直接の前身である外国官であり、その長は知官事と呼ばれた。知官事の下には副知官事、判官事、権判、訳官、訳生が置かれ、知官事には伊達宗城、副知官事には東久世通禧が任じられた。
同年5月、議定仁和寺宮二品嘉彰親王が外国事務総裁の宣下を受けた際に大阪におり、その後も伊達宗城が大阪で外国事務を統べていたという理由で七官のうちで唯一大阪に設置されていた外国官を、京都の太政官内に移転することを伊達宗城が奏請した。これが受け入れられ、6月3日に外国官は二条城の太政官代に移転する。さらに、9月8日に慶応が明治に改元され、20日に車駕東幸が行われて、10月13日には明治天皇が東京城に入城して皇居と定めた。これに伴って東京に五官出張所が設けられることとなり、各国公使が横浜に駐在しているという理由で外国事務は東京で取り扱うこととなった。これにより、外国官は知官事を含めた全官員が東京に移ることとなった。
明治2年4月17日、外国官知事・伊達宗城は持病再発を理由に三条輔相に辞表を提出する。この当時、英国公使パークスは英国副領事代理ロバートソン一行や英国軍艦オーシャン号艦長スタノップ一向に対する下車要求事件などを理由に日本政府に不信を表明し、警護のための軍隊の配置などを求めていた。この時のパークスの強硬な態度に耐えかねたことが、伊達が辞表を提出した理由であった。辞表は保留されたが、5月13日に行われた外国官知事の選挙で公選された際にも伊達が奉職の意思を示さなかったため、京都留守官勤務の参与・沢宣嘉が召喚され外国官知事任命の内意を示し、6月25日に伊達の辞表は受理された。その後、6月26日に沢が正式に外国官知事に任じられた。

### 外務省
1869年（明治2年）、太政官の下に外務省が置かれる。
1871年（明治3年）、長崎とウラジオストックとの間の海底ケーブル（GN・イリス商会）の開設を支援。外務省は銀座から霞が関に移転し、江戸時代に建築された大名屋敷の福岡藩黒田邸上屋敷をそのまま使用していた（1877年（明治10年）2月1日に焼失した）。
1873年（明治6年）、外交官吉田清成が、新紙幣明治通宝印刷会社（プロイセン）の業績不振の訴えに対処して、印刷設備の買い取り（紙幣再国産化）を支援。
1875年（明治8年）、自由民権運動の拡大に対し、新聞社における外国人の役員就任を禁じる新聞紙条例を成立させ、板垣退助らの民選議院設立の建白書を掲載したジョン・ブラックの新聞を廃刊に追い込む。
1880年（明治13年）、5月、ヘンリー・デニソン（元アメリカ領事館裁判所裁判官）がお雇い外国人として外務省顧問となる。1914年（大正3年）まで勤めた。
1881年（明治14年）、英仏人建築家ボアンヴィル（Charles Alfred Chastel de Boinville）の設計による新庁舎が竣工した。
1885年（明治18年）、元外務大輔の榎本武揚が逓信大臣として入閣し、南洋公社を設立してハワイやミクロネシアへの日本人移民を推進。
1886年（明治19年）、日布移民条約の締結により、ハワイ移民事業を官営化し官約移民を開始。
1905年（明治38年）ポーツマス条約の締結（小村壽太郎）により日露戦争に勝利、日比谷焼打事件は発生したが、以後の不平等条約の完全撤廃に繋がった。
1909年（明治42年） - 日本電報通信社（現在の電通）に秘密補助金を出して、同省肝いりの在中国日系新聞記者に送電・配信させる構想を練る。
1919年（大正3年） - 第一次世界大戦終了に伴いベルサイユ条約により、日本海軍が占領したドイツ領ミクロネシア、また中国の膠州湾租借地を委任統治領とする。同年設立の国際通信社の赤字を補填。
1925年（大正14年） - ソビエト連邦とのあいだの日ソ基本条約の締結と北樺太石油の創設に寄与する。
1936年（昭和13年）- アメリカ局局長に岡本季正が任官。
1937年（昭和14年）- 10月、アメリカ局（吉沢清次郎局長）内の移民問題研究会が『移民問題』の定期刊行を開始。
1938年（昭和14年）- 欧亜局が、E.D. ファン・ワルリー（元駐日オランダ大使、日蘭協会、和蘭太平洋協会会長）による1936年の東亜論を紹介する。盧溝橋事件で和平交渉をした日高信六郎が興亜院経済部長に異動。
1939年（昭和14年）ニューヨーク総領事館が『米国共産党調書』を発行し、ソ連・コミンテルンとアメリカ共産党による日米分断策動への注意喚起を促した。その翌年、松岡洋右外務大臣に『米国内ノ反日援支運動』を提出。
1941年（昭和16年）ハル・ノート（原案作成はハリー・ホワイト）の提示により日米交渉打ち切り。12月に太平洋戦争開戦。
1954年（昭和29年）、ビルマとの平和条約及び賠償・経済協力協定で、政府開発援助事業を開始。その後、フィリピン、インドネシアと経済協力は続いていく。
1974年（昭和49年）、国際協力機構（JICA）の前身となる国際協力事業団（特殊法人）を設立。
1982年（昭和57年）レフチェンコ事件発生。この事件は外務省を震撼させ、後のスパイ防止法案の審議や特定秘密保護法の制定に大きな影響を与えた。さらに、事件はソ連崩壊後に公開されたミトロヒン文書でも裏付けられている。
1993年（平成5年）に、総合外交政策局と国際情報局が新設された。
2001年（平成13年）4月に小泉純一郎が内閣総理大臣に就任し第1次小泉内閣が発足したとき、田中眞紀子議員（田中角栄元総理の長女）が外相に就任した。女性初の外相。田中外相は人事凍結方針を打ち出し、外務官僚がそれに反発、外務省は機密費流用問題、公金流用疑惑、裏金などの不祥事が続出し、田中外相は外務省を『伏魔殿』と呼び、外務省改革を唱えた。
以降、ことあるごとに田中外相と外務官僚の対立が続くようになった。田中外相は外務事務次官の任免を繰り返し、外務省改革を断行しようとするが、2001年（平成13年）9月11日発生のアメリカ同時多発テロ事件以降、外交政策は官邸主導になり、肝心の外相は1人取り残されるようになった。
その後、アフガニスタン紛争の復興支援に関して、NGOを復興会議から排除した問題が浮上。NGO排除に鈴木宗男議員の大きな影響があったと大西健丞NGO「ピースウィンズ・ジャパン」代表が発言、小泉首相も鈴木議員の圧力を認めたが、野上義二外務事務次官はそれを否定。田中外相、鈴木議員、外務省の3者をめぐって全面的な争いが起こった。2002年（平成14年）1月、小泉純一郎は田中外相と野上事務次官を更迭した。
その後、外務省への過度な圧力などを指摘され、2002年（平成14年）3月11日に、鈴木宗男議員が証人喚問を受けることになった。
川口順子大臣時代の2004年（平成16年）8月1日に、儀典長（次官級）が大臣官房儀典長（局長級）に格下げ、領事移住部を領事局に格上げし、国際情報局が統括官組織に改組（国際情報統括官組織）され、条約局が国際法局に改編された。
2006年（平成18年）8月1日に、部局の統廃合が行われた。この統廃合では、躍進著しいインドや東南アジア諸国連合などとの関係強化を図るため、アジア大洋州局内に「南部アジア部」が新設された。一方、局単位の改編として、経済協力局および大臣官房国際社会協力部（ODA関係部局）を統合して「国際協力局」を新設した。よって全体の局部数に変更はない。
2008年、国際協力機構において、各債券金額1000万円となる国際協力機構債券の販売を開始。
2011年（平成9年）、外務省から国会図書館に出向した職員が日本共産党を含む国会議員の図書館利用状況を本省に報告するというスパイ行為を行った疑惑について、日本共産党の市田忠義書記局長（当時）は外務省に対して資料提出を求め、関係者の証人喚問を衆院議院運営委員会に要求すると記者会見で述べた。外務省外交文書の公開により、2011年（平成23年）2月に発覚した。
2012年（平成24年）1月18日に、野田第1次改造内閣（野田佳彦総理）の玄葉光一郎外相時に大臣の定例記者会見に初めて英語の同時通訳を導入した。大臣発言と日本人や外国人記者の質問は日本語と英語に相互に訳され、会見では貸出されるイヤホンを介して聴取することが出来る。
2017年（平成29年）3月、文部科学省天下り問題で、外務省職員が違法な天下り斡旋により国立大学法人東京外国語大学特任教授に就任していたことが判明した。
2018年（平成30年）7月1日に、部局の統廃合が行われた。この統廃合ではアジア大洋州局北東アジア課を二課に分け、北東アジア第一課および北東アジア第二課を設置した。両課の設置に伴い、北東アジア第一課が韓国情勢、日韓協力等，北東アジア第二課が北朝鮮情勢、日朝関係等を所掌する。また、アジア大洋州地域に関する外交政策の総合的な企画立案及び調整の必要性が特に高い事情にかんがみ、アジア大洋州局地域政策課を地域政策参事官（組織令上は大臣官房の参事官）に改組した。
2020年（令和2年）8月3日に、部局の統廃合が行われた。WTO協定、経済連携協定、投資協定等の紛争解決規定に基づく紛争解決の処理への対応を強化するため、国際法局に経済紛争処理課を設置、経済局経済安全保障課を廃止し、経済局政策課にエネルギー、鉱物資源、食料の安定供給の確保に関する事務を所掌する資源安全保障室を新設、総合外交政策局安全保障政策課新安全保障課題政策室の室名を経済安全保障政策室に変更する（所掌事務は変更なし）。
2022年（令和4年）6月、自由民主党の広報本部長（当時）河野太郎がtwitter上で外務省においてFAXが廃止されていることを明らかにした。
2025年8月1日、外務省は経済安保分野での対応力の向上を主眼として、大規模な組織改編を行った。まず、経済安保政策室が担当していた職務を経済局へ移管・課に昇格させる他、経済局に経済外交の総合的調整を行う総務課、人工知能やデジタル分野といった新たな課題を扱う経済外交戦略課も新設された。そして、欧州局傘下の西欧課および中・東欧課を欧州第1課と第2課に再編した上で、後者に中東欧の8カ国（ウクライナ、ポーランド、バルト三国など）を所管する中東欧バルト室を設立し、目下はロシアのウクライナ侵攻への対応を集中的に行うとしている。また、在外邦人保護体制の強化を目的として、領事局の海外邦人安全課も改組された。緊急時（テロ・自然災害等）への対応は海外邦人緊急事態課が行い、平時の対応業務は海外邦人安全支援室の所管となった。

## 名称とシンボル

### 名称
1869（明治2）年に設置され、改称せずに現存する日本最古の行政機関である。
最初に「外務省」の名称が用いられたのは、1869年（明治2年）8月15日から始まった太政官制（二官六省制）からである。名称が公議所で議論された際、原案は「外国省」となっていたが、公議員であった依田学海が「雅ならず」として「太宰府」「外務省」「治部省」のいずれかにすべきと提案したという経緯がある。
1885年（明治18年）の内閣制度創設以後、一度も名称を変更していない唯一の省である。太政官達（内閣職権）、外務省官制、旧外務省設置法など、設置根拠法に変遷はあるが、省の名称は継続して用いられている。

### シンボル

外務省の標章。「外」の文字を変形させた図案が用いられている。

外務省のシンボルは、漢字の「外」の文字を変形させた図案が用いられている。それまでは歴代大臣が使用していた硯箱の蓋に描かれていた図案であったが、1937年（昭和12年）に職員徽章の図案として正式に制定された。材質は純銀。それ以来、省の標章として使用されており、庁舎の正門に掲げられるとともに、職員の身分証明書などにも描かれている。

## 組織
外務省の内部組織は一般的に、法律の外務省設置法、政令の外務省組織令および省令の外務省組織規則が階層的に規定している。外務大臣を長とし、内部部局として大臣官房および総合外交政策局等の10局、審議会として外務人事審議会および海外交流審議会、施設等機関として外務省研修所、特別の機関として在外公館を設置する。

### 次官級以上のポスト
- 外務大臣（国家行政組織法第5条、法律第2条第2項）
- 外務副大臣（国家行政組織法第16条）（2人）
- 外務大臣政務官（国家行政組織法第17条）（3人）
- 外務大臣補佐官（国家行政組織法第17条の2）(1人)（必置ではない）
- 外務事務次官（国家行政組織法第18条）
- 外務審議官（法律第5条）（2人）
- 外務大臣秘書官

### 内部部局
- 大臣官房（政令第2条）
  - 総務課（政令第18条）[注釈 12]
  - 人事課
  - 情報システム総括課
  - 会計課
  - 在外公館課
  - 儀典
  - 外務報道官・広報文化組織
    - 広報文化外交戦略課
    - 報道課
    - 文化交流・海外広報課
- 総合外交政策局
  - 総務課（政令第30条）
  - 安全保障政策課
  - 安全保障協力課
  - 国連課
  - 人権人道課
  - 軍縮不拡散・科学部
    - 軍備管理軍縮課（政令第30条第2項）
    - 不拡散・科学原子力課
- アジア大洋州局
  - 北東アジア第一課（政令第38条）
  - 北東アジア第二課
  - 中国・モンゴル第一課
  - 中国・モンゴル第二課
  - 大洋州課
  - 南部アジア部
    - 南東アジア第一課（政令第38条第2項）
    - 南東アジア第二課
    - 南西アジア課
- 北米局
  - 北米第一課（政令第46条）
  - 北米第二課
  - 日米安全保障条約課
    - 日米地位協定室
- 中南米局
  - 中米カリブ課（政令第50条）
  - 南米課
- 欧州局
  - 政策課（政令第53条）
  - 欧州第一課
  - 欧州第二課
  - ロシア課
  - 欧州経済戦略官
- 中東アフリカ局
  - 中東第一課（政令第58条）
  - 中東第二課
  - アフリカ部
    - アフリカ第一課
    - アフリカ第二課
- 経済局
  - 総務課（政令第63条）
  - 経済外交戦略課
  - 経済安全保障課
    - 資源安全保障室（規則34条4項）

  - 国際貿易課
  - 経済連携課
- 国際協力局
  - 政策課（政令第69条）
  - 開発協力総括課
  - 緊急・人道支援課
  - 国別開発協力第一課
  - 国別開発協力第二課
  - 国別開発協力第三課
  - 地球規模課題審議官組織
    - 地球規模課題総括課
    - 地球環境課
    - 気候変動課
- 国際法局
  - 国際法課（政令第79条）
    - 海洋法室（規則43条1項）
    - 国際裁判対策室

  - 条約課
  - 経済条約課
  - 経済紛争処理課
  - 社会条約官
- 領事局
  - 政策課（政令第84条）
  - 海外邦人緊急事態課
  - 旅券課
  - 外国人課
- 国際情報統括官組織
  - 国際情報統括官
  - 国際情報官（2人、政令第89条）

#### 現在の幹部
一般職の幹部は以下のとおりである
- 事務次官：船越健裕
- 外務審議官（政務）：鯰博行
- 外務審議官（経済）：赤堀毅
- 官房長：志水史雄
  - 儀典長：宮下匡之
  - 外務報道官：北村俊博
  - 国際文化交流審議官：岡野結城子
- 総合外交政策局長：有馬裕
  - 軍縮不拡散・科学部長：北川克郎
- アジア大洋州局長：金井正彰
  - 南部アジア部長：宮本新吾
- 北米局長：熊谷直樹
- 中南米局長：野口泰
- 欧州局長：北川克郎
- 中東アフリカ局長：安藤俊英
  - アフリカ部長：堀内俊彦
- 経済局長：片平聡
- 国際協力局長：石月英雄
  - 地球規模課題審議官：中村亮
- 国際法局長：中村和彦
- 領事局長：岩本桂一
- 国際情報統括官：石瀬素行
- 外務省研修所長：田村政美

### 審議会等
- 外務人事審議会（政令第90条）
- 海外交流審議会（政令第90条）

### 施設等機関
- 外務省研修所（政令第93条）

### 特別の機関
特別の機関として在外公館を設置する（法律第6条）。在外公館は大使館、公使館、総領事館、領事館、政府代表部および日本政府在外事務所の5種類がある（法律第6条第2項・第3項）。実在する在外公館の名称および位置は「在外公館の名称及び位置並びに在外公館に勤務する外務公務員の給与に関する法律」に規定されている。一覧は日本国在外公館の一覧を参照。

### 所管法人
外務省が主管する独立行政法人は、2024年4月1日現在、国際協力機構、国際交流基金の2法人。
特殊法人及び特別の法律により設立される民間法人（特別民間法人）はない。

### 財政
2024年度（令和6年度）一般会計当初予算における外務省所管予算は7257億1559万3千円。組織別の内訳は外務本省が5389億8929万1千円、在外公館が1867億2630万2千円である。
外務省は、特別会計として、国会、裁判所、会計検査院、内閣、内閣府、デジタル庁、復興庁、総務省、法務省、外務省、財務省、文部科学省、厚生労働省、農林水産省、経済産業省、国土交通省、環境省及び防衛省所管の東日本大震災復興特別会計を共管する。

## 職員
一般職の在職者数は2023年7月1日現在、外務省全体で6,364人（男性 4,168人、女性2,196人）である。行政機関職員定員令に定められた外務省の定員は特別職175人を含めて6,667人。外務省は外局を有しないため、他省のように省令の定員に関する規則はない。2024年度一般会計予算における予算定員は特別職182人、一般職6,392人の計6,874人である。特別職のうち、大使が168人、公使が4人となっている。機関別内訳は本省が2,956人、在外公館が3,718人となっている。
外務省の一般職職員の給与に関する法制は、基本的に国家公務員法と一般職給与法から成るが、在外公館に勤務する職員（以下、在外職員）には、特別法として在外公館の名称及び位置並びに在外公館に勤務する外務公務員の給与に関する法律（外務公務員給与法）も適用される。
外務省の一般職の職員は非現業の国家公務員なので、労働基本権のうち争議権と団体協約締結権は国家公務員法により認められていない。団結権は認められており、職員は労働組合として国家公務員法の規定する「職員団体」を結成し、若しくは結成せず、又はこれに加入し、若しくは加入しないことができる（国家公務員法第108条の2第3項）。
2023年3月31日現在、人事院に登録された職員団体は存在しない。2001年度はおよそ3割の組織率があったが、翌年度に0%となり、現在にいたる。過去にあった労組は外務省職員組合で、連合・全労連いずれにも属さない中立系の組合であった。
常勤職員の採用試験には、国家公務員採用総合職試験および一般職大卒程度試験（技術系）、一般職高卒試験のほか、独自の専門職試験として外務省専門職員採用試験が設けられている（人事院規則8―18第3条）。また、任期付職員として専門調査員、在外公館派遣員（財団法人 国際交流サービス協会が派遣するもの）、現地採用職員などがある。
かつては、旧国家公務員採用I種試験に相当した外務省独自のキャリア採用試験である外務公務員採用I種試験（通称「外交官試験」）があったが、2001年（平成12年）度試験を最後に廃止された。以降は、国家公務員採用I種試験（2011年度の採用試験体系の見直し後は、国家公務員採用総合職試験）の合格者からキャリア職員を採用している。
省内の派閥関係としては、語学研修部門別の「アメリカ・スクール」、「チャイナ・スクール」、「ロシア・スクール」などがあるが、出身学校別としては、総合職職員は東大、専門職職員は東京外大出身者、加えて創価学会員や創価大出身者による派閥「大凰会（凰会）」などが知られている。その他、元駐韓大使の金山政英 (en) は、日韓トンネル研究会副会長、日韓文化交流協会会長、世界平和教授アカデミー参与と、旧統一教会（現・世界平和統一家庭連合）がいずれも設立を主導した機関で役職員を務めた。

### 出身大学
以下は、朝日新聞出版が出版する『大学ランキング』各年度を基に作成。
| 総合職（2008年から2017年までの合格者） | 東京大学148人、京都大学31人、慶應義塾大学30人、早稲田大学16人、一橋大学14人、大阪大学3人、東京外国語大学2人、東北大学2人、中央大学2人、神戸大学1人、筑波大学1人、国際基督教大学1人、明治大学1人 |

| 年度   | １位          | ２位             | ３位                                                       | ４位                                             |
| ------ | ------------- | ---------------- | ---------------------------------------------------------- | ------------------------------------------------ |
| 2015年 | 東京大学 15人 | 一橋大学 4人     | 慶應義塾大学、京都大学 各3人                               | 早稲田大学 1人                                   |
| 2016年 | 東京大学 13人 | 慶應義塾大学 4人 | 京都大学、早稲田大学 各3人                                 | 神戸大学、一橋大学 各1人                         |
| 2017年 | 東京大学 19人 | 慶應義塾大学 5人 | 京都大学 2人                                               | 国際基督教大学、早稲田大学 各1人                 |
| 2018年 | 東京大学 15人 | 慶應義塾大学 6人 | 大阪大学、京都大学、一橋大学、立命館大学、早稲田大学 各1人 | -                                                |
| 2019年 | 東京大学 22人 | 慶應義塾大学 5人 | 一橋大学 2人                                               | 早稲田大学 1人                                   |
| 2020年 | 東京大学 19人 | 京都大学 5人     | 慶應義塾大学 4人                                           | 大阪大学、一橋大学、北海道大学、早稲田大学 各1人 |

| 外務省専門職員（2008年から2017年までの合格者） | 東京外国語大学 71人、大阪大学 52人、早稲田大学 44人、慶應義塾大学 31人、上智大学 22人など |

| 年度   | １位                       | ２位                           | ３位               | ４位                                                           |
| ------ | -------------------------- | ------------------------------ | ------------------ | -------------------------------------------------------------- |
| 2015年 | 大阪大学、早稲田大学 各7人 | -                              | 東京外国語大学 6人 | 上智大学 4人                                                   |
| 2016年 | 大阪大学 8人               | 東京外国語大学 7人             | 上智大学 6人       | 神戸大学、早稲田大学 各4人                                     |
| 2017年 | 東京外国語大学 10人        | 慶應義塾大学 6人               | 早稲田大学 5人     | 大阪大学、上智大学、同志社大学 各3人                           |
| 2018年 | 東京外国語大学 17人        | 慶應義塾大学、早稲田大学 各5人 | -                  | 東京大学、青山学院大学、創価大学、同志社大学、立命館大学 各2人 |
| 2019年 | 東京外国語大学 8人         | 大阪大学 7人                   | 早稲田大学 5人     | 上智大学 4人                                                   |

## 庁舎

### 外務省庁舎
外務省庁舎は千代田区霞が関2丁目2番1号本館に所在する。小坂秀雄設計。「本館（中央・南庁舎）」、「本館（北庁舎）」および「新庁舎」の3つの建物から構成され、それらは口型に配置されている。
中央・南庁舎は地上8階、地下1階のL字型の建物であり、内部は中央庁舎と南庁舎に分かれている。1970年（昭和45年）に完成した。北庁舎は地上8階、地下1階で1960年（昭和35年）完成。
新庁舎は南庁舎と北庁舎の間、中央庁舎の向かい側に位置し、地上7階、地下3階である。北庁舎から中央庁舎への連絡は2階-1階、5階-4階、および8階-7階である。
南庁舎から中央庁舎への連絡は2階-1階および8階-7階である。1995年（平成7年）に完成した。
以前は南庁舎には旧科学技術庁および公正取引委員会が入居していたが、中央省庁再編に伴い移転した。
本庁舎の耐震工事のため、2002年（平成14年）初頭から2003年（平成15年）末まで一時的に仮庁舎が開設され、港区芝公園の住友不動産芝公園タワーに移転した。
旅券課など、一部の部署は港区芝大門の住友芝大門ビルに分散入居していた。南庁舎2階には、24時間営業のコンビニエンスストア（ローソン：2013年2月13日現在）がある。霞が関に立地する最初の官庁である。終戦後は日産館などに入居していた。

### 飯倉別館
飯倉公館ともいう。首脳会談や外相会談のほか、各種会議やレセプションなどの交流活動にも利用されている。
1971年（昭和46年）に完成。吉田五十八設計。所在地は東京都港区麻布台1丁目5番3号だが、名称に冠した「飯倉」はこの地の歴史的名称「飯倉町」に由来する。
また江戸時代幕末期の開国以来の外交資料の保管や、外交関連の資料の閲覧を扱う外交史料館を併設している。近傍には旧事務次官公邸だった麻布台別館もある。

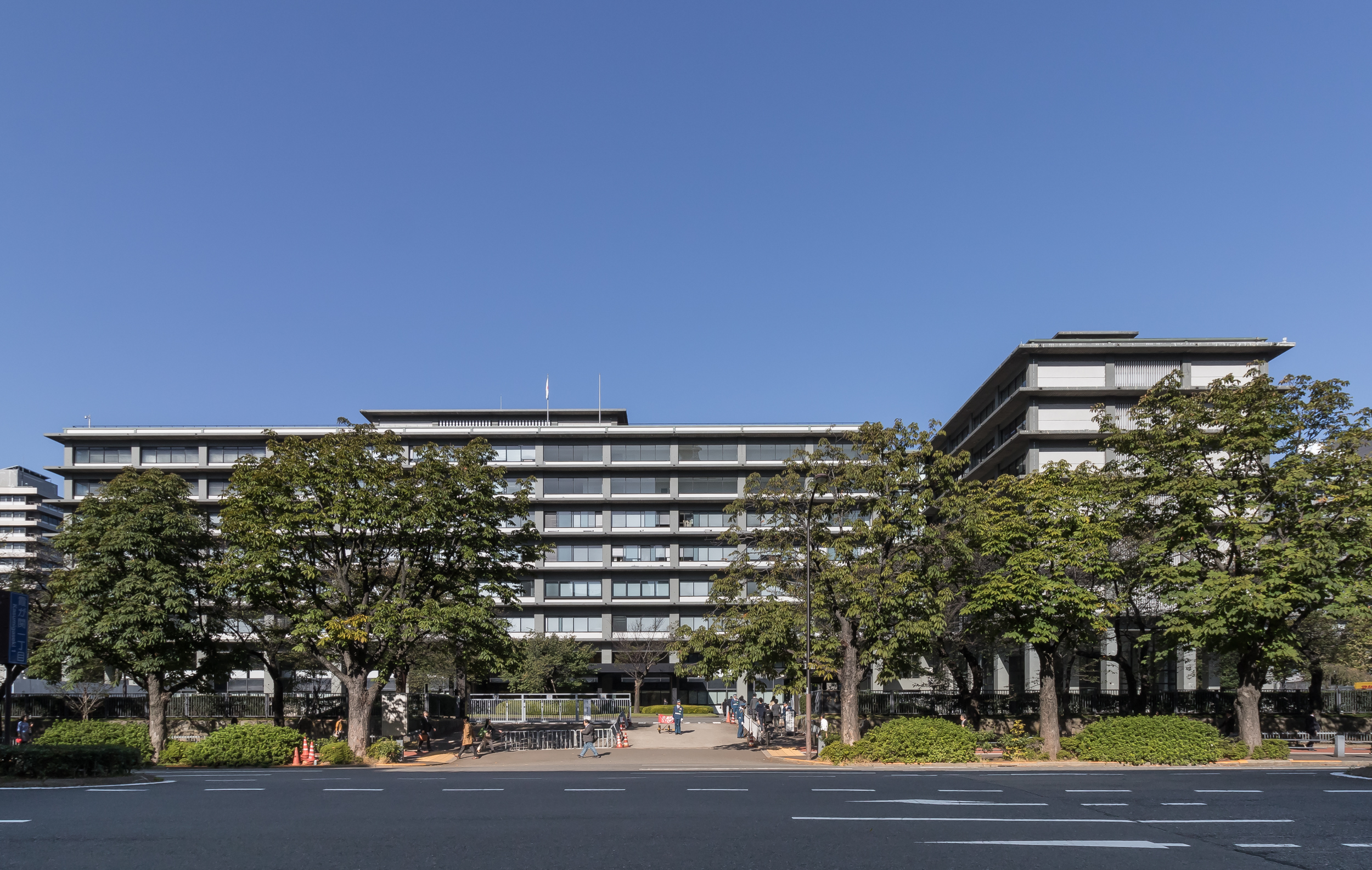
外務省本館庁舎
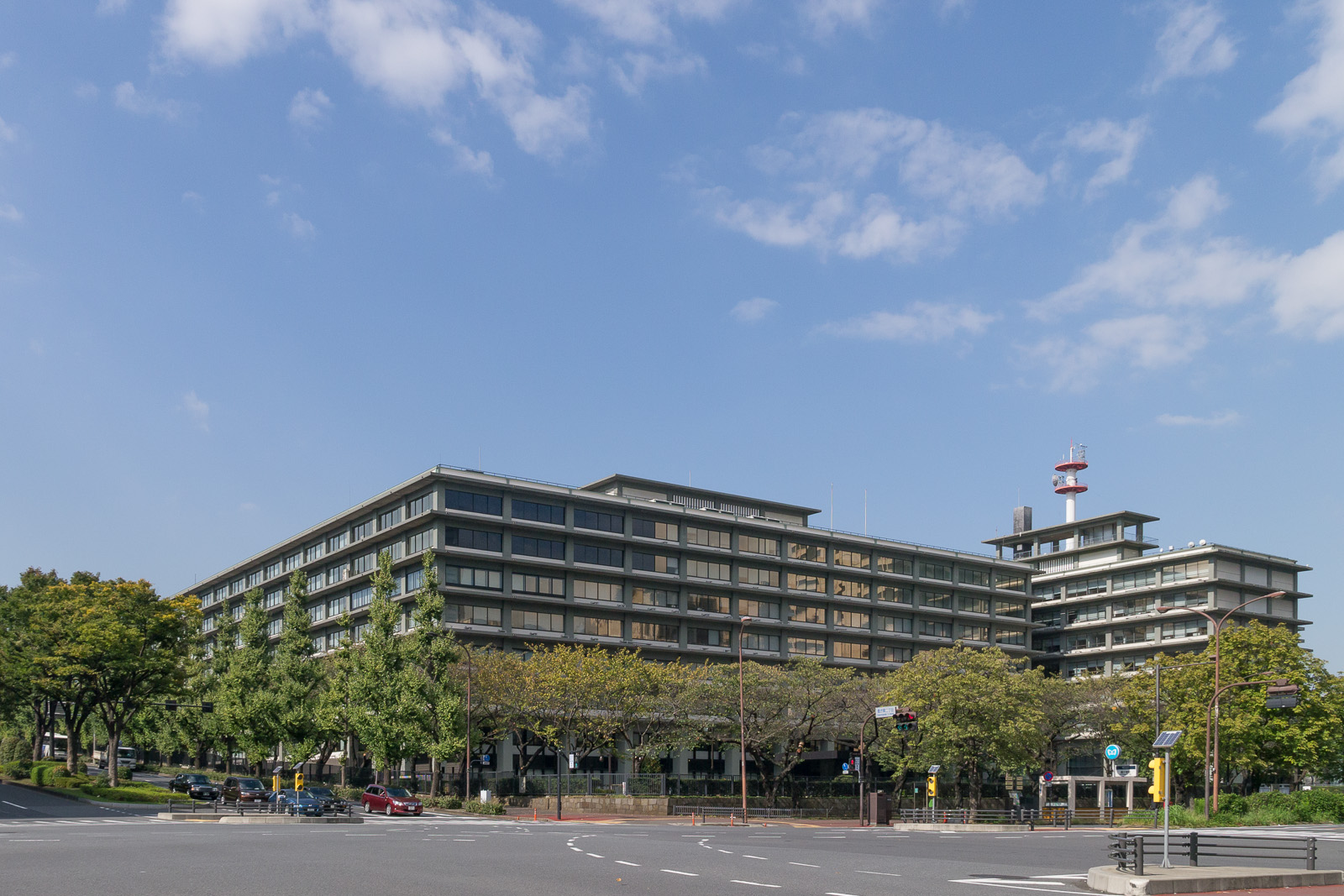
外務省本館庁舎
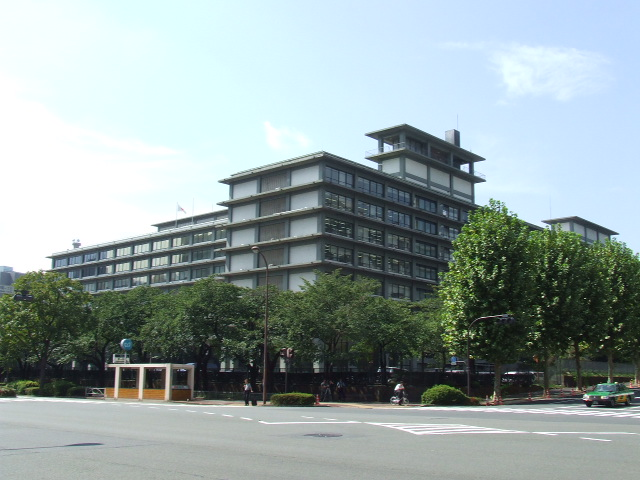
外務省本館庁舎
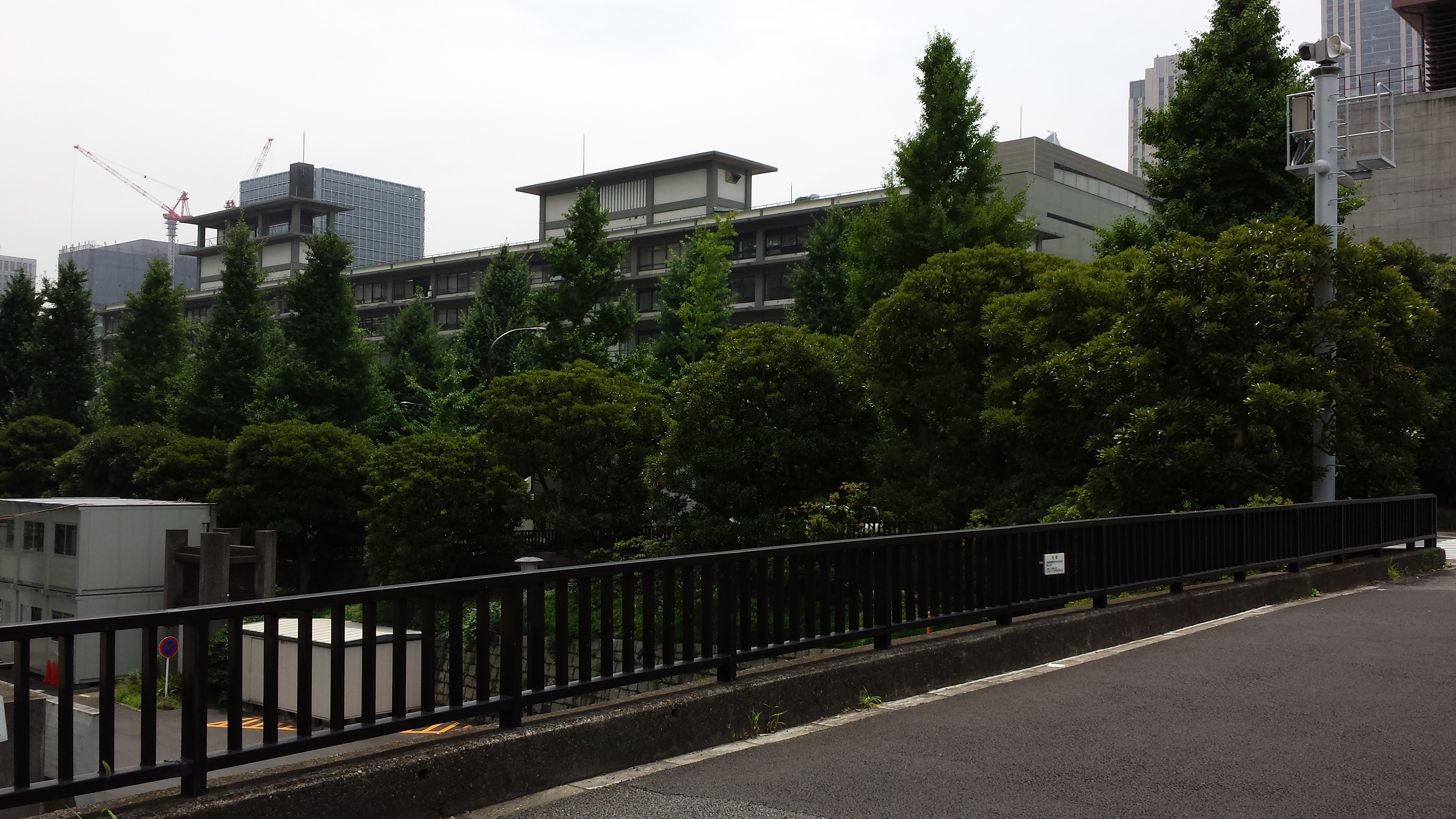
外務省本館庁舎（国土交通省側から撮影）
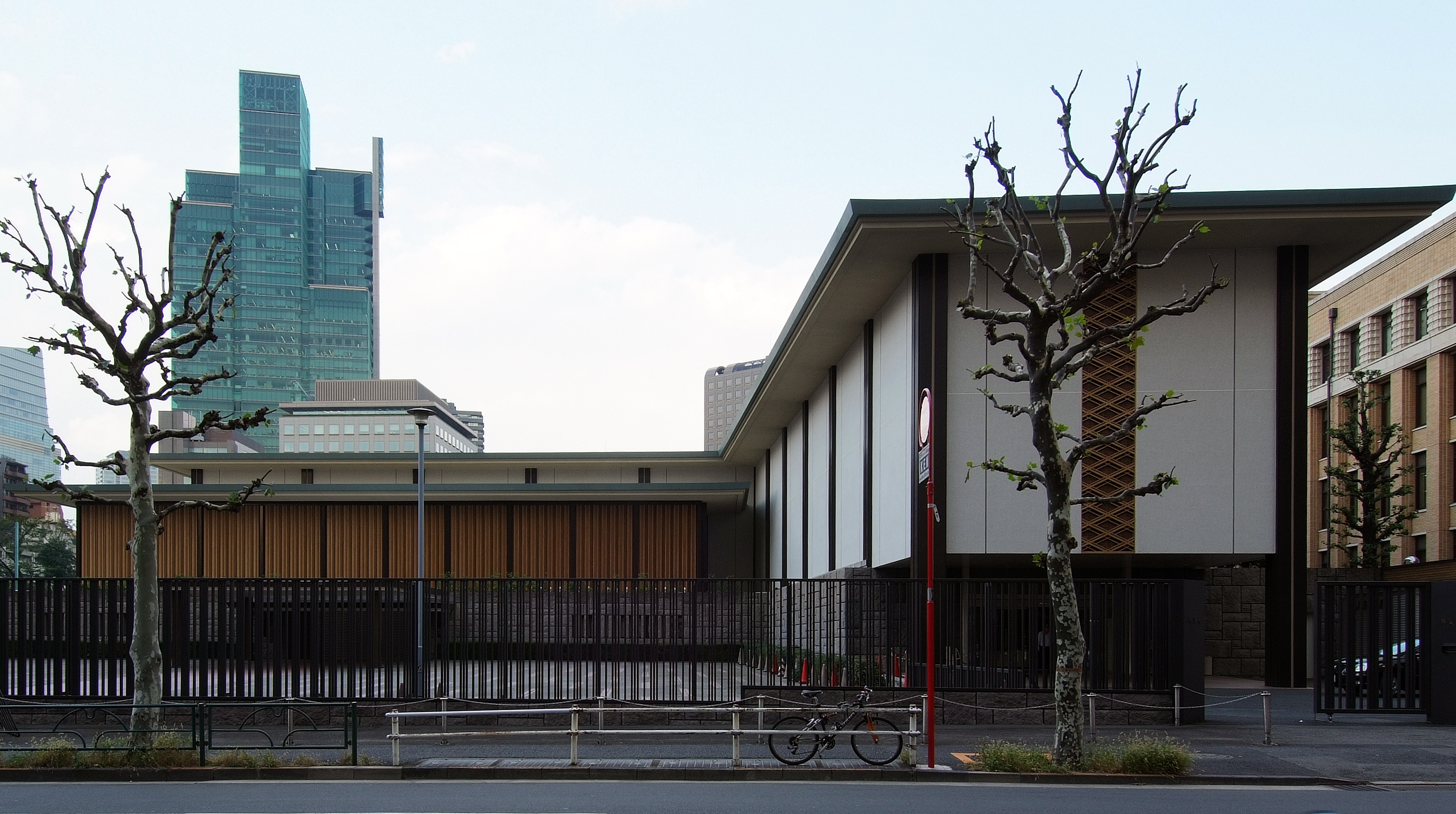
飯倉別館（飯倉公館）

## 外務省出身の著名人
原則、政治家は除く。例外として民間登用大臣など。
- 青木周蔵 - 外務次官、外務大臣、駐独兼駐英公使、駐米大使。陸奥宗光外相の下、駐英公使時代の1894年に調印した日英通商航海条約（陸奥条約）により領事裁判権の撤廃及び関税自主権の部分的回復。曾孫は在ペルー日本大使公邸占拠事件の青木盛久。
- ヘンリー・デニソン - 外務省顧問。お雇い外国人として採用されて以降、1901年の日英同盟や1905年の日露戦争後のポーツマス条約に至る明治日本の外交交渉実務を事実上担った。
- 小村寿太郎 - 外務次官、駐米・露・清公使、外務大臣。第1次桂内閣外相時代の1901年に日英同盟を締結。1905年に日露戦争直後の桂・ハリマン予備協定を破棄、これが後々の日米戦争の遠因になったとも評されている。
- 高平小五郎 - 外務次官、駐米公使（日露戦争後に大使に格上げ）。駐米公使時代、大学南校（開成学校）で同期生にあたる第1次・第2次桂内閣小村寿太郎外相の下、1905年にポーツマス条約、1908年に高平・ルート協定を締結。
- 珍田捨巳 - 外務次官、駐米・英大使、侍従長、伯爵。外務次官時代の第1次桂内閣桂太郎首相の下、1905年の桂・タフト協定に立ち会う。全米桜祭りも参照。
- 林権助 - 通商局長、駐韓・清公使、初代関東長官、駐伊・英大使。外務省では同年齢の駐英公使加藤高明（1915年の対華21カ条要求時の外相、のち首相）の下で首席書記官を務め、駐韓公使時代の第2次桂内閣桂首相・小村外相の下、1910年の日韓併合を実現。1921年の駐英大使時代、皇太子裕仁親王の欧州訪問をイギリスで迎えた。
- 石井菊次郎 - 外務次官、駐仏大使。寺内内閣時代の1917年に特派大使として石井・ランシング協定を締結。1921年の駐仏大使時代、皇太子裕仁親王の欧州訪問をフランスで迎えた。
- 幣原喜重郎 - 外務次官、駐米大使、外務大臣、内閣総理大臣。「幣原外交」を展開し、駐米大使時に全権として石井・ランシング協定、日英同盟を破棄し九カ国条約（ワシントン体制）締結。結果、中国及び満洲権益で米国との対立を顕在化させ[注釈 14]、容共の侵蝕を許した。また、日本国憲法第9条「戦争放棄条項」の発案者ともされている。
- 諸井六郎 - 第2次桂内閣小村寿太郎外相の下で不平等条約改正の原案作成作業にあたり、1911年に日米通商航海条約及び日英通商航海条約（陸奥条約）改正により関税自主権を完全回復した。
- 本多熊太郎 - 太平洋戦争（大東亜戦争）時の駐中国大使、東條内閣の外交顧問。戦後極東国際軍事裁判のA級戦犯となり病没。
- 松岡洋右 - 外務省では広田弘毅・吉田茂の二期上。退官後、衆院議員、満鉄総裁、外務大臣。満洲国承認強硬派内田康哉外相の「焦土演説」に押し切られ国際連盟総会でのリットン報告書採択の際、衆院議員で全権首席代表松岡は長岡春一や佐藤尚武らと議場を退席。日独伊三国同盟案では日・独・ソ・伊四か国同盟を主張し、「日米諒解案」に基づく日米交渉に反発、独ソ戦開戦後は北進論を主張。「弐キ参スケ」の一人。
- 来栖三郎 - 駐独大使として日独伊三国同盟を締結。その後駐米大使として太平洋戦争（大東亜戦争）開戦直前の日米交渉に携わる。
- 天羽英二 - 外務次官、内閣情報局総裁。「日本単独での東アジア支配」を主張した「天羽声明」が列強の反発を受ける。戦後、極東国際軍事裁判のA級戦犯となり公職追放。
- 白鳥敏夫 - 外務省情報部長、駐伊大使。日独伊三国同盟を推進した外務省革新派のリーダー。
- 沢田廉三 - 国連大使。戦後日本の国際連合（国連）加盟に尽力。
- 河相達夫 - 終戦後の情報局総裁兼外務次官。1937年外務省情報部長時代、米ルーズベルト大統領の「シカゴ演説（隔離演説）」に反駁談話を発表し、また児玉誉士夫を見出した。
- 須磨弥吉郎 - 南京総領事時に山本五十六海軍次官と内閣情報部を誕生させ、さらにスペイン公使時、欧州を舞台に東機関を設置した日米諜報戦のパイオニア。
- 蜂谷輝雄 - 満洲国成立以降、森島守人に代わり駐奉天総領事、のち自由インド仮政府初代公使。戦後の第2次吉田内閣時の吉田茂総理秘書官。
- 阪本瑞男 - 中立国スイスの公使として第二次世界大戦終戦の工作にあたったが駐独大使大島浩の妨害を受け失敗。そのままスイスで病没。終戦工作は同期の加瀬俊一（後述加瀬俊一 (1925年入省)とは別人）に引き継がれた。
- 亀山一二 - 外務省電信課長を経て駐ソ連大使館参事官。戦前の日米交渉の段階で、既に暗号が洩れていたことを把握していたと述懐している。
- 井口貞夫 - 外務事務次官、駐米大使。真珠湾攻撃での日本政府による対米宣戦布告遅延問題発生時に駐米大使館参事官を務めた。
- 西村熊雄 - 条約局長、駐仏大使。条約局長時代の1951年に第3次吉田第2次改造内閣吉田茂首相兼外相及び井口貞夫外務次官の下、サンフランシスコ平和条約と旧日米安保条約締結事務にあたる。
- 杉原千畝 - 駐リトアニア在カウナス日本領事館領事代理、駐ルーマニア公使館三等書記官。カウナス在任時、外務省の命令に反し大量の査証を発給し、ナチス・ドイツの迫害から逃れたユダヤ人の亡命を助けた。
- 加瀬俊一 - 日本の国連加盟に尽力し、加盟後の初代国連大使を務めた。退官後内閣総理大臣顧問を務め、佐藤栄作のノーベル平和賞受賞を実現。戦前は情報局第三部長・報道部長を歴任し、終戦時の戦艦ミズーリ上の降伏文書調印随行員。京都産業大学教授。
- 奥村勝蔵 - 外務事務次官、駐スイス大使。真珠湾攻撃での宣戦布告遅延問題発生時に一等書記官を務めた。戦後ダグラス・マッカーサーと昭和天皇の通訳など。
- 結城司郎次 - 駐トルコ大使、駐セイロン大使。真珠湾攻撃前夜、日米交渉時の英米への日本側の情報漏洩元としてその名がたびたび挙がる。
- 下田武三 - 外務事務次官、駐米大使、最高裁判所判事。外交官初の日本野球機構コミッショナーとしてプロ野球に携わる。
- 牛場信彦 - 外務事務次官、駐米大使。対外経済担当大臣。戦前は枢軸派ないし外務省革新派として鳴らし、終戦後の東京裁判で大島浩の弁護人に加わる。日米繊維交渉大詰め時の駐米大使。
- 高橋通敏 - 条約局長、駐エジプト大使。条約局長時代の1960年に第2次岸改造内閣岸信介首相、藤山愛一郎外相、及び朝海浩一郎駐米大使の下、新日米安保条約、及び付属の日米地位協定締結事務にあたる。
- 吉野文六 - アメリカ局長、外務審議官、駐西独大使。沖縄返還密約。
- 山根敏子 - 女性初の外交官。34歳で殉職。
- 岡崎久彦 - 情報調査局長、駐タイ大使。在職中から『隣の国で考えたこと』『戦略的思考とは何か』『繁栄と衰退と――オランダ史に日本が見える』などの著作、退官後、評論家。
- 波多野敬雄 - 国連大使。日本の国際連合安全保障理事会常任理事国への参入を目指す方針を創作した。
- 三宅和助 - 初代外務報道官、中近東アフリカ局長、駐シンガポール大使。退官後詐欺被害に遭遇し自宅等の財産を損失する。
- 小和田恆 - 外務事務次官、国連大使。退官後国際司法裁判所判事。第22代国際司法裁判所所長。
- 皇后雅子 - 経済局国際機関第二課、のち北米局北米二課員。小和田恆の長女、旧名：小和田雅子。
- 松浦晃一郎 - アジア人初のユネスコ事務局長、駐仏大使。
- 加藤良三 - 外務審議官、駐米大使。退官後日本野球機構コミッショナー。
- 野上義二 - 外務事務次官、駐英大使。次官時に田中眞紀子外務大臣と対立し、大臣、次官双方が退任した。
- 孫崎享 - 国際情報局長、駐ウズベキスタン大使。評論家。
- 竹内行夫 - 外務事務次官、最高裁判事。野上義二の辞任を受け急遽次官就任。次官在任中、瀋陽総領事館北朝鮮人亡命者駆け込み事件、上海総領事館員自殺事件が発覚する。
- 東郷和彦 - 鈴木宗男事件で丹波實らと共にロシア・スクールが一掃され駐蘭大使を更迭後、退官。京都産業大学教授。東郷茂徳の孫。
- 岡本行夫 - 北米局北米第一課長で退官後、評論家。内閣総理大臣補佐官などを歴任し在日米軍の普天間基地移設問題などにあたった。
- 馬渕睦夫 - 駐ウクライナ兼モルドバ大使、防衛大学校教授。評論家。
- 田中均 - 外務審議官。小泉純一郎首相と北朝鮮の金正日総書記との日朝首脳会談を巡る水面下の交渉に携わった。
- 天木直人 - 駐レバノン大使。退官後、自著の外務省批判の書籍がベストセラーとなった。
- 田中信明 - ユネスコ事務次長を経て国連事務次長（軍縮局長）時代、潘基文が同事務総長に就任し辞任。
- 沼田幹男 - 外務省領事局長、駐ミャンマー大使を経て、交流協会台北事務所長。語学専門職試験採用者では初の外務本省局長にして、拓殖大学出身者としては初の中央省庁本省局長。また、拓大同期出身者には高橋博史駐アフガン大使が、拓大先輩には政治家鈴木宗男がいる。
- 宮家邦彦 - 内閣官房内閣参事官（内閣官房副長官補付）で退官後、評論家。
- 佐藤地 - ユネスコ大使、駐ハンガリー大使。2015年、端島（軍艦島）の世界遺産登録において、韓国により日韓合意が突如反故にされた。岸田文雄外相、杉山晋輔外務審議官及び佐藤は、韓国側が求める徴用工に言及する“強い言葉（「forced labor」）”の趣旨を大幅に盛り込む形で譲歩した。
- 佐藤優 - 主任分析官。鈴木宗男事件で逮捕後、評論家となる。
- 栗原菜緒 – 実業家。秋篠宮文仁親王妃紀子の義妹（実弟の妻）にして悠仁親王の叔母。非常勤の一般職国家公務員として国際法局に奉職。

## 関連紛争や諸問題
- 日米関係
  - 日米貿易摩擦
  - 日米地位協定#内容 - 日米合同委員会
  - 普天間基地移設問題
  - 高江ヘリパッド問題
  - アーミテージ・レポート（アーミテージ・ナイレポート、第1次 - 第6次）
  - 米国の孤立主義的傾向に対応する集団的自衛権の解釈変更
  - 対外有償軍事援助（FMS）の高額調達等の問題
- 日露関係
  - 北方領土問題 - 中国ファーウェイによる北方領土とサハリン間における光ケーブル網敷設問題
  - 米国共産党調書（ヴェノナ文書も参照）
  - ラストヴォロフ事件
  - レフチェンコ事件
  - ミトロヒン文書
  - 法眼俊作自殺事件[注釈 15]
- 日中関係
  - 価値観外交
  - セキュリティダイヤモンド構想
  - 自由で開かれたインド太平洋戦略
  - 日米豪印戦略対話
  - 台湾有事
  - 尖閣諸島中国船領海侵犯問題（尖閣諸島関連年表も参照）
  - 中国漁船サンゴ密漁問題（海上保安庁の歴史も参照）
  - チベット問題
  - ウイグル人大量虐殺
  - 上海総領事館員自殺事件
  - 天安門事件 - 天皇訪中（1992年）
  - 天皇特例会見（2009年）
  - 対中ODAの終了（2022年3月）[60][61]
- 日朝関係・日韓問題
  - 北朝鮮による日本人拉致問題
  - 北朝鮮に対する制裁（現在経済制裁を受けている国も参照） - 北朝鮮による瀬取り等制裁回避問題
  - 外務省スパイ事件
  - 竹島問題
  - 日本の慰安婦問題
  - 河野談話
  - 村山談話
  - 慰安婦問題日韓合意
  - 韓国による端島世界遺産登録反対運動（徴用工問題）
  - ディスカウントジャパン運動 - 告げ口外交
- その他外交問題・国外事件
  - 対華21カ条要求 - 満洲事変 - パナイ号事件 - 篠崎スパイ事件 - ABCD包囲網（戦前）
  - 靖国神社問題
  - 在クウェート日本大使館占拠事件
  - 在ペルー日本大使公邸占拠事件
  - イラク日本人外交官射殺事件
  - 瀋陽総領事館北朝鮮人亡命者駆け込み事件
  - プリンセス・マサコ出版問題（菊タブー）
- 国内問題・国内事件
  - 西山事件
  - 外務省審議官実父宅放火殺人事件

- 不祥事
  - 外務省機密費流用事件
  - 鈴木宗男事件
  - 在コンゴ民主共和国日本大使館書記官公金横領放火事件[62][注釈 16]
  - 外務省事務官覚醒剤所持事件[注釈 17]
  - その他の事件等[注釈 18]

### 定期刊行物
学術論文
- 島善高「後藤新平関係文書--書翰の部（九）」『早稲田社会科学総合研究』第8巻、第1号、21-43頁、2007年。